# MS4A8
MS4A8 (англ. Membrane spanning 4-domains A8) – білок, який кодується однойменним геном, розташованим у людей на 11-й хромосомі. Довжина поліпептидного ланцюга білка становить 250 амінокислот, а молекулярна маса — 26 290.
| 10         |  | 20         |  | 30         |  | 40         |  | 50         |
| ---------- |  | ---------- |  | ---------- |  | ---------- |  | ---------- |
| MNSMTSAVPV |  | ANSVLVVAPH |  | NGYPVTPGIM |  | SHVPLYPNSQ |  | PQVHLVPGNP |
| PSLVSNVNGQ |  | PVQKALKEGK |  | TLGAIQIIIG |  | LAHIGLGSIM |  | ATVLVGEYLS |
| ISFYGGFPFW |  | GGLWFIISGS |  | LSVAAENQPY |  | SYCLLSGSLG |  | LNIVSAICSA |
| VGVILFITDL |  | SIPHPYAYPD |  | YYPYAWGVNP |  | GMAISGVLLV |  | FCLLEFGIAC |
| ASSHFGCQLV |  | CCQSSNVSVI |  | YPNIYAANPV |  | ITPEPVTSPP |  | SYSSEIQANK |
|            |  |            |  |            |  |            |  |            |

A: Аланін

C: Цистеїн

D: Аспарагінова кислота

E: Глутамінова кислота

F: Фенілаланін

G: Гліцин

H: Гістидин

I: Ізолейцин

K: Лізин

L: Лейцин

M: Метіонін

N: Аспарагін

P: Пролін

Q: Глутамін

S: Серин

T: Треонін

V: Валін

W: Триптофан

Кодований геном білок за функцією належить до рецепторів. 
Локалізований у мембрані.